# La Bazouge-du-Désert
La Bazouge-du-Désert es una localidad y comuna francesa en la región administrativa de Bretaña, en el departamento de Ille y Vilaine y distrito de Fougères.

## Demografía
| 1399 | 1340 | 1280 | 1158 | 1074 | 1012 |
| Para los censos de 1962 a 1999 la población legal corresponde a la población sin duplicidades (Fuente: INSEE [Consultar]) |      |      |      |      |      |